# 徐祥
徐 祥（じょ しょう、至順3年（1332年） - 永楽2年5月27日（1404年7月4日））は、元末明初の軍人。本貫は興国軍大冶県。

## 生涯
はじめ陳友諒に仕え、江州で朱元璋に帰順し、功績を重ねて燕山右護衛副千戸に上った。燕王朱棣に謹直を認められて近侍した。建文元年（1399年）、靖難の変が起こると、徐祥は朱棣の起兵に従った。建文4年（1402年）、功績を重ねて都指揮使に累進した。永楽帝（朱棣）が即位すると、徐祥は功を論じられて興安伯に封じられ、奉天翊衛宣力武臣の号を加えられ、1000石の禄を賜り、都督僉事の位を世襲する権利を得た。永楽2年5月丁卯（1404年7月4日）、死去した。享年は73。
孫の徐亨が後を嗣いだ。